# David Teniers der Jüngere

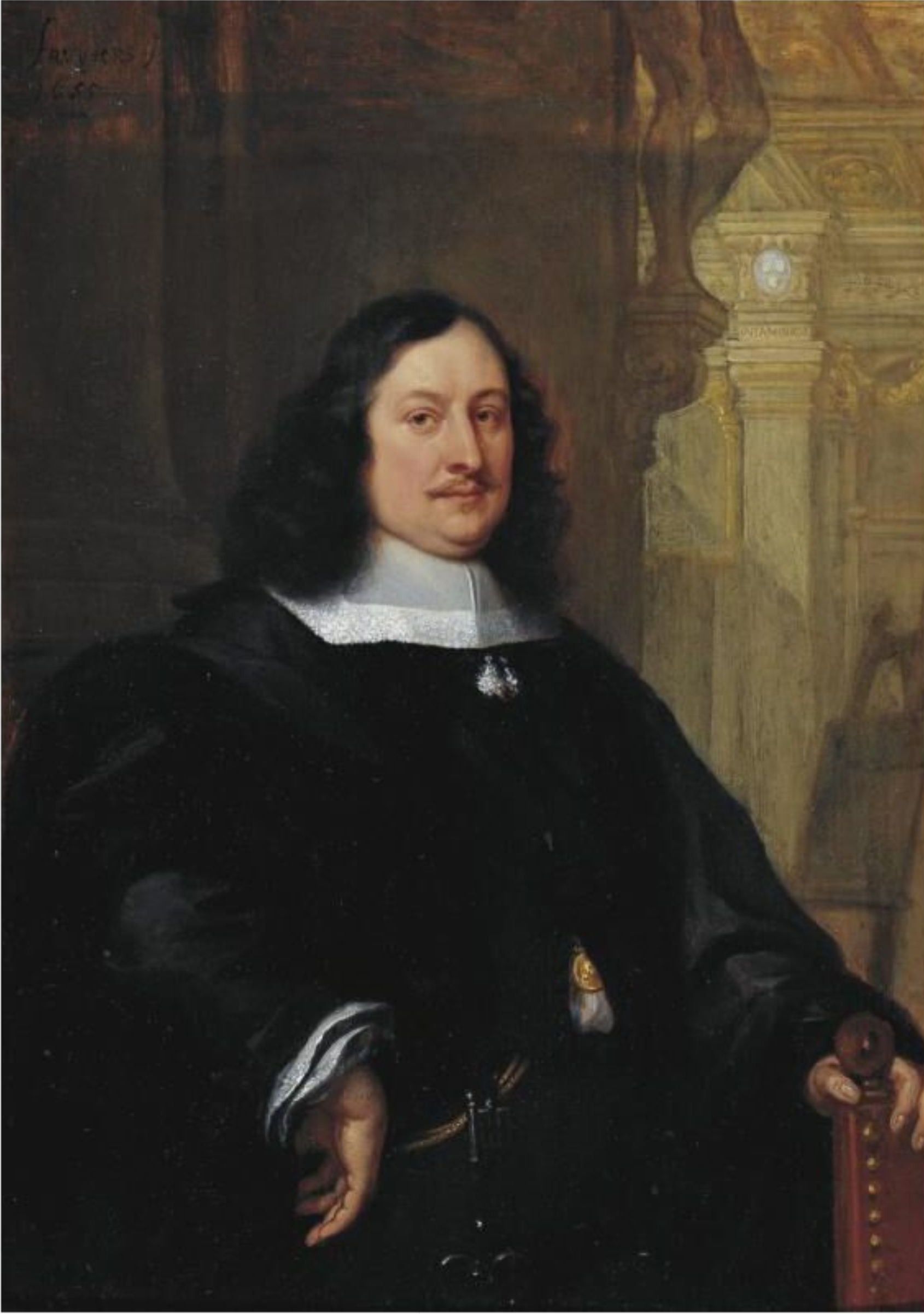
Porträt des David Teniers durch Philip Fruytiers

David Teniers (getauft 15. Dezember 1610 in Antwerpen; † 25. April 1690 in Brüssel) war ein flämischer Maler, Zeichner und Kurator. Er war ein äußerst vielseitiger Künstler, der für seine umfangreiche Produktion bekannt ist. Er war ein Erneuerer in einer Vielzahl von Genres wie Historienmalerei, Genremalerei, Landschaft, Porträt und Stillleben. Er ist heute am meisten erinnert als der führende flämische Genremaler seiner Zeit. Teniers ist besonders bekannt für die Entwicklung des Bauerngenres, der Schenkstubenszene, Bilder von Kunstsammlungen und Szenen mit Alchimisten und Ärzten. Er begründete 1664 die Antwerpener Akademie.

## Leben
Teniers wichtigster Lehrer war sein Vater, David Teniers der Ältere. Später wurde er von Peter Paul Rubens und Adriaen Brouwer beeinflusst. 1633 wurde er in die Lukasgilde von Antwerpen aufgenommen, 1645 war er Dekan der Gilde.

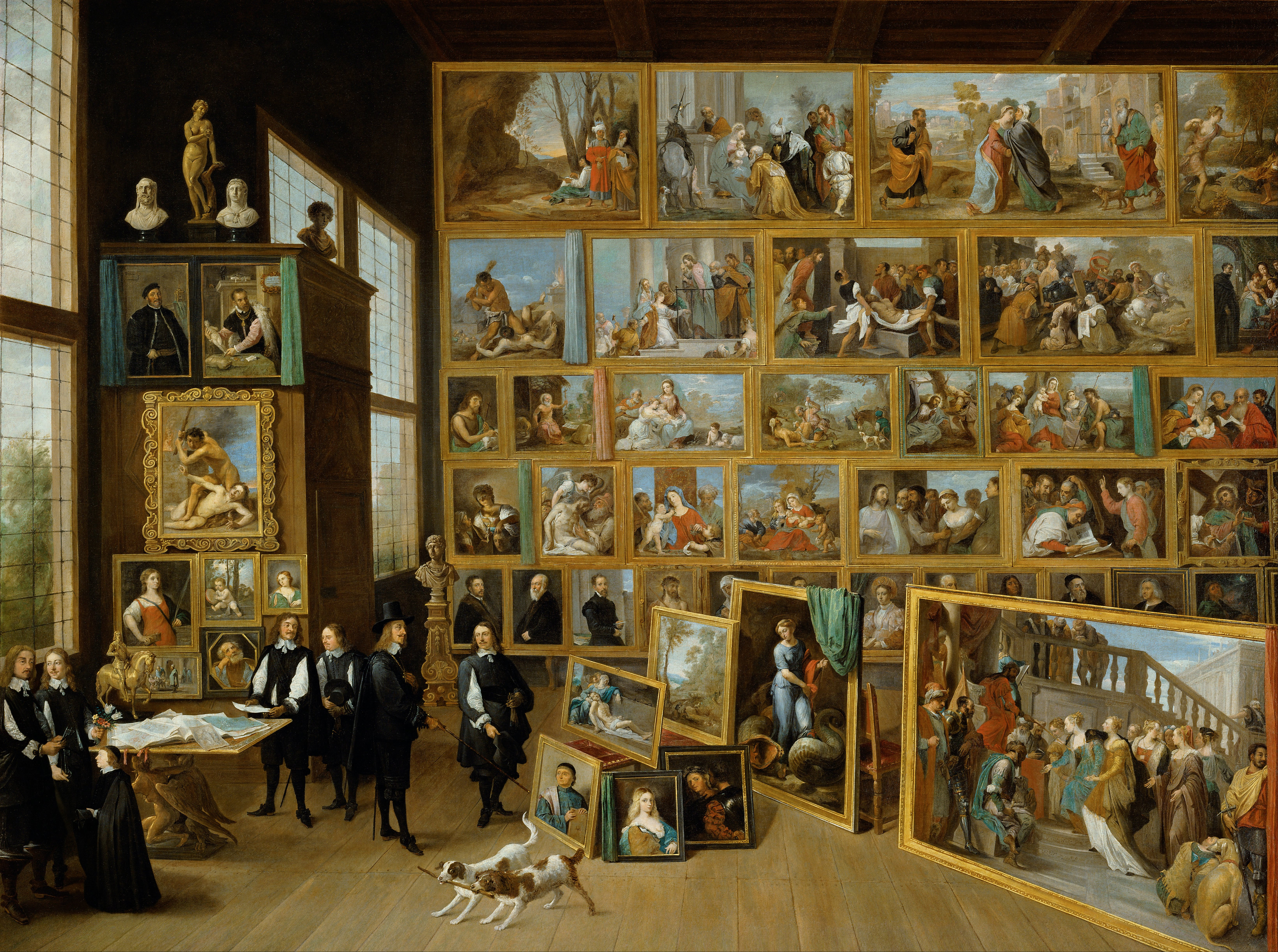
Erzherzog Leopold Wilhelm in seiner Galerie in Brüssel, um 1650, Kunsthistorisches Museum, Wien – Unter der Entourage des Erzherzogs ist auch sein Hofmaler David Teniers selbst abgebildet, die erläuternd gestikulierende Person ganz rechts.

Im Jahr 1637 heiratete er Anna Brueghel, eine Tochter Jan Brueghels d. Ä.; Trauzeuge war Rubens. Teniers’ ebenfalls gleichnamiger Sohn David Teniers III. (* 10. Juli 1638; † 11. Februar 1685) erlangte nicht die Bekanntheit seines Vaters. In seiner Tätigkeit als Tapisseriemaler liegt seine Bedeutung auf dem Gebiet der dekorativen Tapisserie.
Teniers wurde 1651 als Hofmaler und Galeriedirektor nach Brüssel berufen. Als solcher betreute er die Kunstsammlung des Erzherzogs Leopold Wilhelm. Für diesen schuf er 1660 das „Theatrum pictorium“, den ersten bebilderten Katalog einer Gemäldesammlung überhaupt.
Er begründete in 1664 die Antwerpener Akademie, wo junge Künstler in Zeichnen und Bildhauen ausgebildet wurden. Man hoffte, dass die Akademie beitragen könnte zur Wiederbelebung der flämischen Kunst, die nach dem Tod der führenden flämischen Künstler Rubens und Anthony van Dyck einen steilen Rückgang erlebt hatte.
David Teniers d. J. war in seinen beinahe 80 Lebensjahren sehr produktiv, hunderte seiner Werke sind erhalten, sie hängen in so gut wie jeder namhaften Gemäldegalerie. Seine Genreszenen waren bei den Sammlern seiner Zeit äußerst beliebt.

## Werk
Teniers schuf unter anderem bäuerliche Schenkstubenszenen mit Trinkern, Rauchern und Kartenspielern neben Motiven wie Volksfesten, Soldatenwachtstuben, Alchimisten- und Hexenküchen – insgesamt etwa 800 Bilder. Einen großen Teil seines Œuvres bilden Die Versuchungen des heiligen Antonius, von denen schätzungsweise 100 bis 200 – Teniers und seinen Schülern zugeschriebene – Versionen existieren.
Teniers ist der fruchtbarste der flämischen Bauernmaler, der sich jedoch von seinen Kunstgenossen durch eine maßvollere, minder derbe und gelassenere Auffassung der bäuerlichen Vergnügungen unterschied. Seine Bilder sind durch gemütlichen Humor, eine reiche, wohldurchdachte Komposition, eine leuchtende, frische, bisweilen an das Bunte streifende Färbung, durch geistreiche Charakteristik und frische Lebendigkeit der Darstellung ausgezeichnet. Außer Bauerntänzen, Dorfkirmessen, Schlägereien und Wirtshausszenen malte er genrehaft aufgefasste Szenen aus der Bibel, phantastische Szenen, wie die Versuchung des heiligen Antonius, Alchimisten in ihren Laboratorien, Wachtstuben mit Soldaten, das Tun und Treiben der Menschen parodierende Tierstücke (Affen, Katzen etc.), Landschaften mit Figuren und dergleichen mehr. Anfangs in einem kräftigen, bräunlichen Ton malend, eignete er sich in seiner besten Zeit einen warmen Goldton an, an dessen Stelle seit etwa 1650 ein feiner Silberton trat.

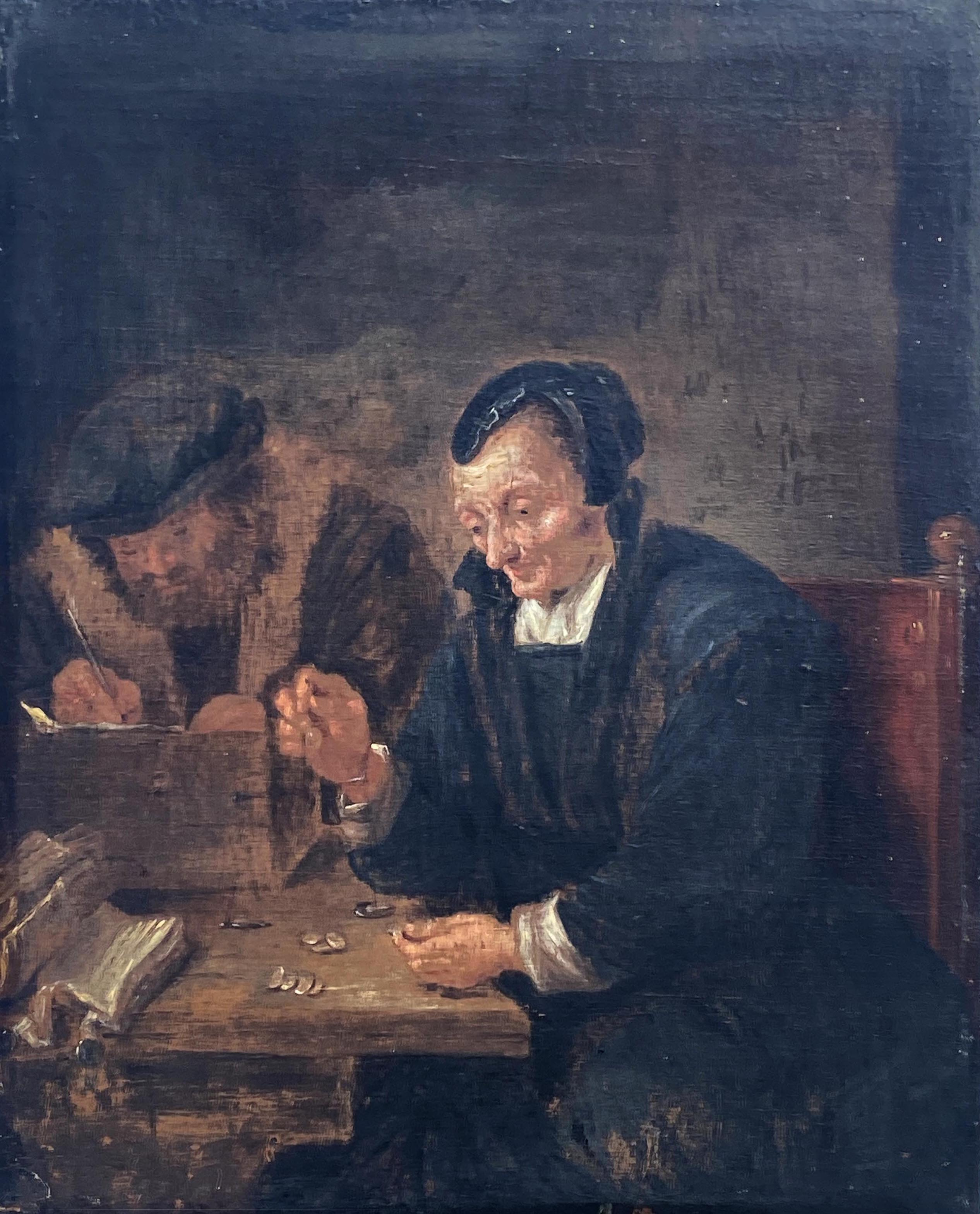
Beim Geldverleiher, (1640–1650)
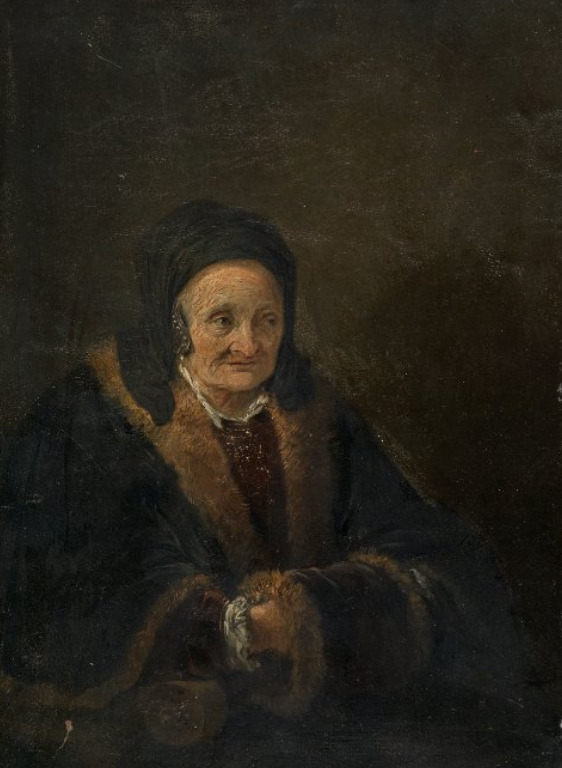
Alte Frau im Lehnstuhl (um 1650)
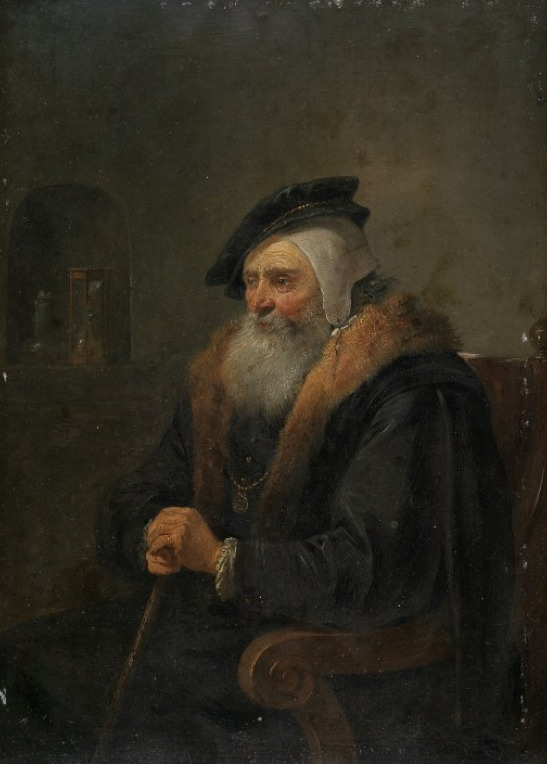
Alter Mann im Lehnstuhl (um 1650)

## Werke (Auszug)

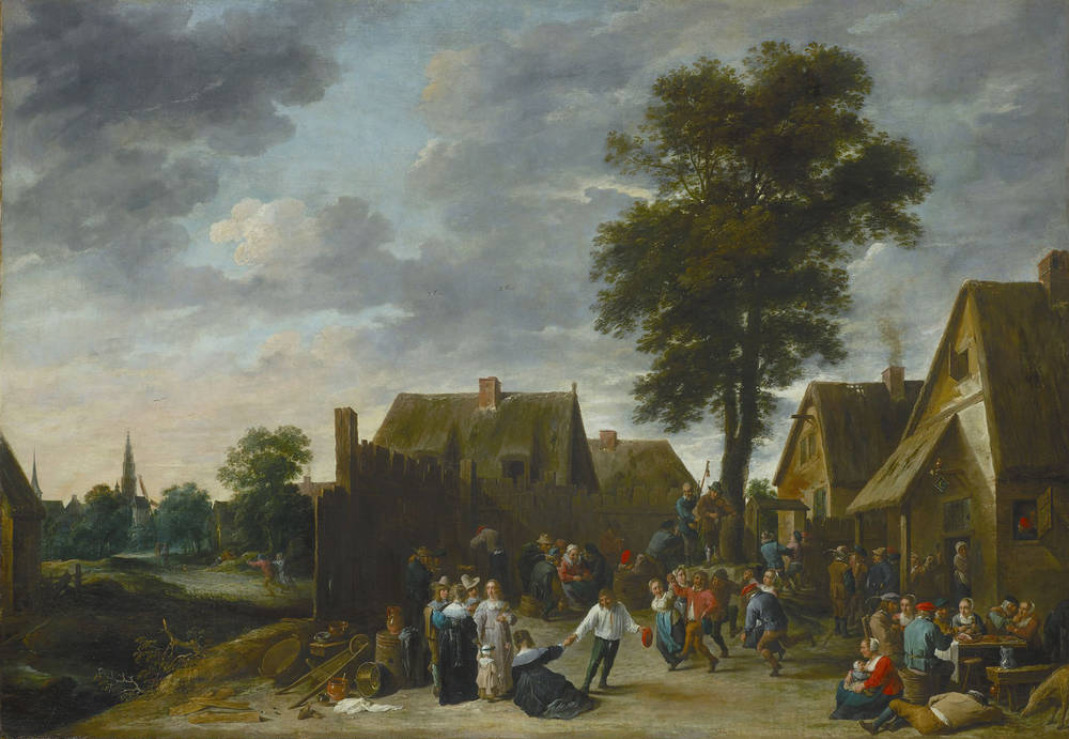
Kirmes im Wirtshaus zum Halbmond (1641)

- Der Alchimist. Berliner Gemäldegalerie
- Ein Alter umarmt die Magd im Stall. Gemäldegalerie Alte Meister, Dresden (im Zweiten Weltkrieg verloren gegangen, 2022 sichergestellt und zurückgegeben)[2]
- Die Puffspieler. Berliner Gemäldegalerie
- Der Künstler mit seiner Familie. Berliner Gemäldegalerie
- Die Versuchung des heiligen Antonius (Teniers, 1634). Museum Wasserburg Anholt
- Die Versuchung des heiligen Antonius. Berliner Gemäldegalerie
- Die Versuchung des heiligen Antonius in Felsengrotte. Gemäldegalerie Alte Meister, Dresden
- Flämische Kirmes. Berliner Gemäldegalerie
- Die Marter der Reichen im Fegefeuer. Berliner Gemäldegalerie
- Kirmes im Wirtshaus zum Halbmond. Gemäldegalerie Alte Meister, Dresden
- Die Rauchgesellschaft. Gemäldegalerie Alte Meister, Dresden
- Die Würfler. Gemäldegalerie Alte Meister, Dresden
- Dorf am Fluss. 14,5 × 21 cm. Gemäldegalerie Alte Meister, Dresden
- Dorfstraße. 14,5 × 21 cm. Gemäldegalerie Alte Meister, Dresden
- Die Befreiung Petri aus dem Gefängnis und Der Zahnarzt. Gemäldegalerie Alte Meister, Dresden
- Die Bauernküche. Uffizien, Florenz
- Der alte Raucher (Ende der 1660er Jahre). Niedersächsisches Landesmuseum, Hannover
- Die Wachstube. Eremitage, St. Petersburg
- Schützengesellschaft vor dem Rathaus zu Antwerpen. Eremitage, St. Petersburg

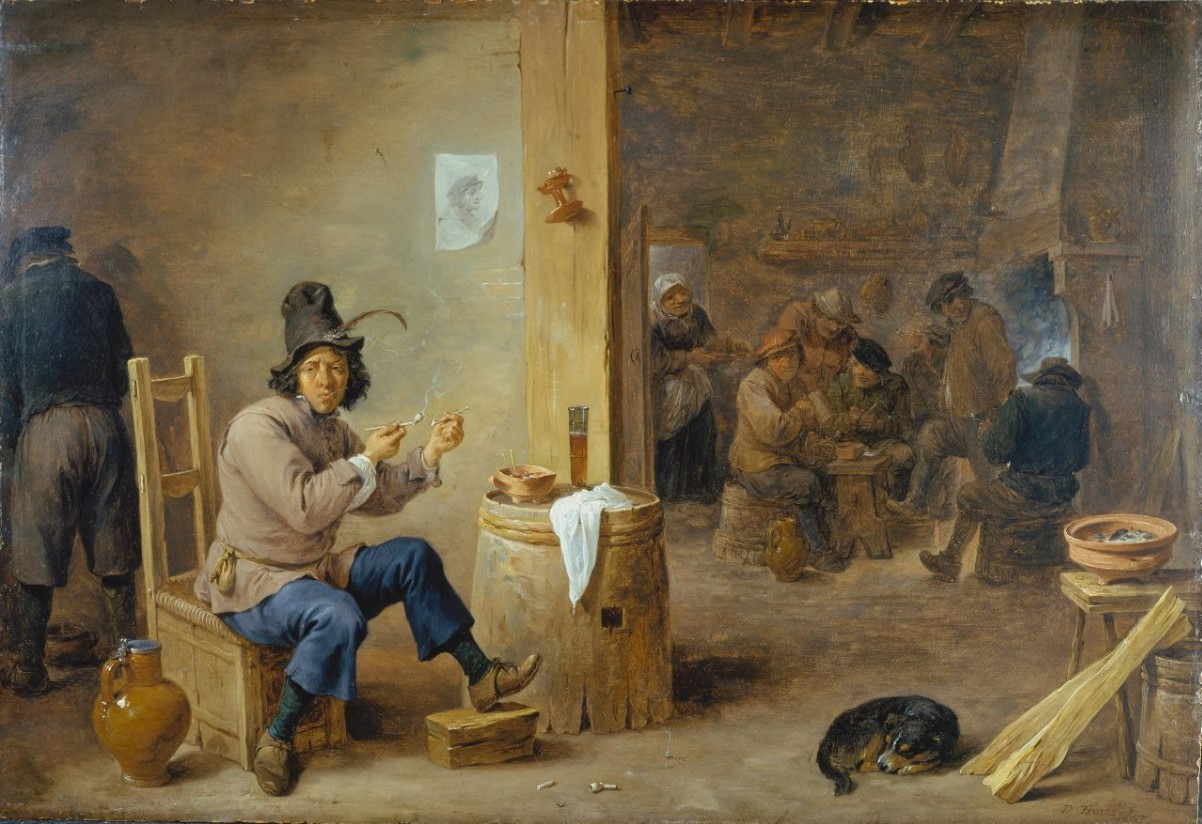
Raucher im Wirtshaus (1659)

- Das Wirtshaus zum Engel. Eremitage, St. Petersburg.
- Der Raucher. Eremitage, St. Petersburg.
- Das Hochzeitsmahl. Eremitage St. Petersburg
- Die Tricktrackspieler. Museo del Prado, Madrid
- Die Belustigung im Wirtshaushof. Museo des Prado. Madrid
- Zwölf Bilder aus Tassos „Befreitem Jerusalem“. Museo des Prado. Madrid
- Affen- und Katzenszenen. Museo des Prado, Madrid
- Der verlorene Sohn unter den Dirnen. Louvre, Paris
- Die Verleugnung Petri. Louvre, Paris
- Die Reiherjagd des Erzherzogs Leopold Wilhelm. Louvre, Paris
- Der Raucher. Louvre, Paris
- Der Tanz in der Wirtsstube. Alte Pinakothek, München
- Die Bauernhochzeit. Alte Pinakothek, München
- Die Wachstube. Öl auf Leinwand, 66,5 × 83,5 cm. Alte Pinakothek, München
- Knabe mit Flöte. Öl auf Holz, 17 × 12,5 cm. Kunsthistorisches Museum Wien
- Erzherzog Leopold Wilhelm in seiner Galerie in Brüssel. Öl auf Leinwand, 123 × 163 cm, Kunsthistorisches Museum, Wien

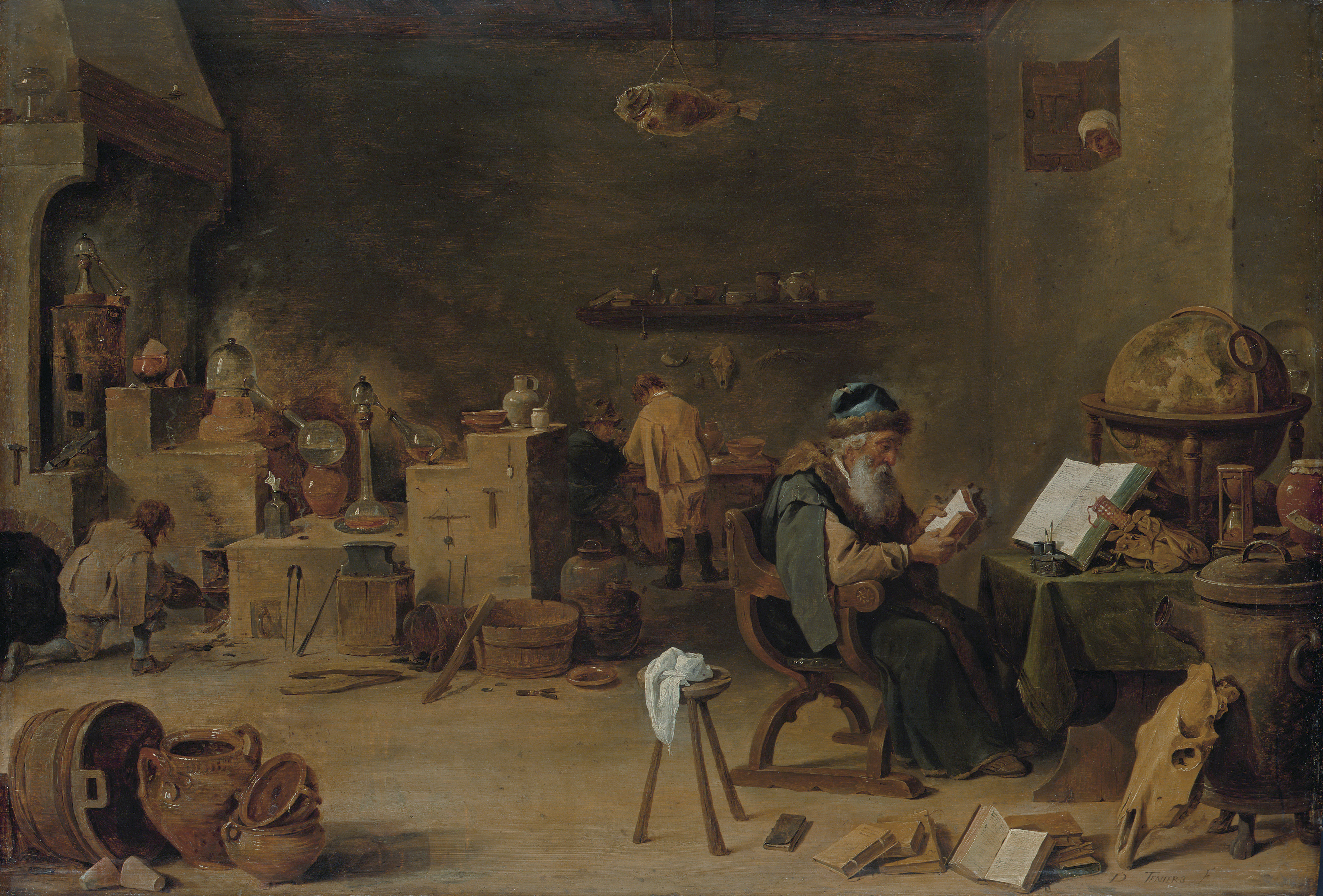
Der Alchimist

- Das Brüsseler Vogelschießen. Öl auf Leinwand, 172 × 247 cm, Kunsthistorisches Museum, Wien
- Abrahams Dankopfer. Öl auf Leinwand, 132 × 103 cm, Kunsthistorisches Museum, Wien
- Bauernhochzeit (Bauernfreud), 1648, Öl auf Leinwand, 76,5 × 114 cm, Kunsthistorisches Museum Wien
- Überfall auf ein Dorf (Bauernleid), 1648, Öl auf Leinwand, 77 × 114 cm, Kunsthistorisches Museum Wien[3]
- Antonio von Moncada besiegt Bernardo Cabrera. Öl auf Kupfer, 57 × 70 cm. Kunsthandlung Xaver Scheidwimmer, München

- Niederländische Sprichwörter, 1645–1647, Öl auf Leinwand, 120 × 207 cm, Bez.u.M.: DAVID TENIERS FEC Grantham, Belvoir Castle, Lent by the Trustees of His Grace the Duke of Rutland